# Заздрівка
За́здрівка (до 1948 року — Нейдорф) — село в Україні, у Хорошівській селищній територіальній громаді Житомирського району Житомирської області. Населення становить 79 осіб (2001).

## Географія
Географічні координати: 50°34' пн. ш. 28°18' сх. д. Часовий пояс — UTC+2. Загальна площа села — 0,2 км².
Заздрівка розташована в межах природно-географічного краю Полісся і за 12 км від центру громади — міста Хорошів. Найближча залізнична станція — Нова Борова, за 32 км.

## Населення
За даними перепису 2001 року населення села становило 79 осіб, з них усі 100 % зазначили рідною українську мову.

## Історія
На мапі Волинської губернії 1868 року населений пункт позначений як колонія Нейдорф. Поселення було засноване балтійськими німцями — переселенцями зі Східної Пруссії, коли іноземцям після селянської реформи 1861 року було дозволено купувати і володіти землею у Російській імперії.
Перші німецькі поселенці, які купили тут землю, жили спочатку у наметах. Майже одночасно німці поселились у селах Сорочень та Горщик (нині там теж є старі кірхи), про тодішній стан німців-колоністів пише американець німецького походження Дональд Міллер у своїй книзі «Серед вовків».
Перші роки були для поселенців дуже складними, але вже через деякий час колоністів називали доволі заможними людьми. Також відмічали їхню дисципліну, порядок та зразкове ведення господарства.
На мапі 1911—1912 років колонія нараховувала 46 дворів.
У 1943 році, із наближенням лінії фронту, всіх етнічних німців примусово вивезли до Німеччини.
Сучасна назва Заздрівка — з 1948 року. Таку назву село отримало через те, що німці мали настільки гарні господарства та двори, що їм заздрили.
До 3 серпня 2016 року село входило до складу Дворищенської сільської ради Хорошівського району Житомирської області.

## Пам'ятки
У Заздрівці знаходиться кірха євангелістів, яку заклади у 1896 році і освятили у 1907-му. За архітектурним стилем — суміш ганзейської цегляної ґотики та російської псевдоґотики. До кірхи також щонеділі ходили німці з сусідніх сіл-колоній: Рогівки, Солодирів, Лісок тощо.